# Liste der Monuments historiques in Foucaucourt-sur-Thabas
Die Liste der Monuments historiques in Foucaucourt-sur-Thabas führt die Monuments historiques in der französischen Gemeinde Foucaucourt-sur-Thabas auf.

## Liste der Immobilien
| Bezeichnung             | Beschreibung           | Standort               | Kennzeichnung | Schutzstatus | Datum | Bild           |
| ----------------------- | ---------------------- | ---------------------- | ------------- | ------------ | ----- | -------------- |
| Kirche St-Jean-Baptiste | ab dem 15. Jahrhundert | Rue de l’Église (Lage) | PA00106537    | Classé       | 1941  | weitere Bilder |

## Liste der Objekte
| Bezeichnung                                  | Beschreibung                                                                                                 | Standort                              | Kennzeichnung | Schutzstatus | Datum | Bild |
| -------------------------------------------- | --- | ------------------------------------- | ------------- | ------------ | ----- | ---- |
| Skulptur Johannes der Täufer                 | Holz, farbig gefasst, um 1700                                                                                | in der Kirche St-Jean-Baptiste (Lage) | PM55001857    | Inscrit      | 1980  |      |
| Skulptur Heiliger Joseph mit dem Jesusknaben | Stein, farbig gefasst, 17. Jahrhundert                                                                       | in der Kirche St-Jean-Baptiste (Lage) | PM55001858    | Inscrit      | 1981  |      |
| Epitaph für Didier Laurent                   | Kalkstein, bezeichnet 1662                                                                                   | in der Kirche St-Jean-Baptiste (Lage) | PM55001859    | Inscrit      | 1992  |      |
| Monstranz                                    | Silber, vergoldet, um 1800, von Pierre Paraud; im Centre départemental d’art sacré in Saint-Mihiel deponiert | in der Kirche St-Jean-Baptiste (Lage) | PM55001860    | Inscrit      | 1993  |      |
| Skulptur Ecce Homo                           | Stein, farbig gefasst, 17. oder 18. Jahrhundert                                                              | in der Kirche St-Jean-Baptiste (Lage) | PM55001856    | Inscrit      | 1980  |      |